# Hemidasys agaso
Hemidasys agaso is een buikharige uit de familie Thaumastodermatidae. Het dier komt uit het geslacht Hemidasys. Hemidasys agaso werd in 1867 voor het eerst wetenschappelijk beschreven door Claparède. 